# Єрмоленко Владислав Володимирович
Владисла́в Володи́мирович Єрмо́ленко — старший лейтенант підрозділу Національної гвардії України, учасник російсько-української війни, який загинув у ході російського вторгнення в Україну в 2022 році.

## Життєпис
Народився 2 серпня 1984 року.
Служив у складі 5-ї окремої Слобожанської бригади Нацгвардії України.
Загинув у ніч проти 5 березня 2022 року внаслідок російського авіаудару по пункту постійної дислокації бригади.

## Нагороди
- орден «За мужність» III ступеня (2022, посмертно) — за особисту мужність і самовіддані дії, виявлені у захисті державного суверенітету та територіальної цілісності України, вірність військовій присязі[1].

## Вшанування пам'яті
5 березня 2024 року на фасаді розбомбленої будівлі 5-ї Слобожанської бригади Нацгвардії України встановлено меморіальну дошку з іменами військовослужбовців, серед них і Владислава Єрмоленка, які загинули на бойовому посту, але не допустили ворога до Харкова.